# Величко Лев Ісайович
Лев Ісайович Величко (25 жовтня (6 листопада) 1879, Москва — 17 вересня 1937, Київ) — сходознавець, журналіст, дипломат.

## Життєпис
Народився 25 жовтня (6 листопада) 1879 року в місті Москва, де й здобув вищу освіту. Працював у газеті «Биржевые ведомости». Воював у лавах Червоної армії. Член ВКП(б) від 1920 року.
Працював з 1922 року в Наркоматі іноземних справ УРСР. 
У 1923—1924 рр. — 1-й секретар українського повпредства в Берліні.
У 1924 році заступник Уповноваженного НКЗС СРСР в УРСР.
У 1924—1926 рр. — радник повпредства УРСР у Туреччині.
У 1926—1929 рр. — директор Радіотелеграфного агентства України (РАТАУ).
У 1927—1929 рр. — працював у відділі міжнародної інформації газети «Вісті ВУЦВК».
Друкувався в газетах «Комуніст», «Пролетарий», «Пролетар». У своїх публікаціях висвітлював проблеми міжнародного життя кінця 1920-х — початку 1930-х рр.
Очолював Всеукраїнське товариство культурних зв'язків із закордоном, працював у УНДІ сходознавства, викладав у вищих навчальних закладах Харкова та Києва.
У 1937 році заарештований, засуджений до смертної кари. У 1959 році реабілітований.

## Автор праць
- Реакция и оппозиция в Турции // СС. 1927. № 1;
- Рухові сили турецької економіки // Там само. 1928. № 2;
- Фритьйоф Нансен про Радянську Вірменію // Там само. 1928. № 5;
- Афганистан в борьбе за независимость. — Х., 1929;
- Національний склад сучасної Туреччини (за даними загального перепису 1927 р.) // СС. 1930. № 10–11.